# Eva Birthistle
Eva Birthistle (Bray, 16 april 1974) is een Iers actrice.

## Biografie
Birthistle werd geboren in Bray en verhuisde op veertienjarige leeftijd met haar familie naar Derry, waar zij heeft gestudeerd  aan de Foyle College. Het acteren heeft zij geleerd aan de Gaiety School of Acting in Dublin.
Birthistle begon in 1995 met acteren in de televisieserie Glenroe, waarna zij nog meerdere rollen speelde in televisieseries en films. In 2004 speelde zij de rol van Roisin Hanlon in de film Ae Fond Kiss..., hiervoor werd zij genomineerd voor een British Independent Film Award in de categorie Beste Actrice.

## Filmografie

### Films
Uitgezonderd korte films.
- 2018 The Delinquent Season - als Danielle
- 2016 The Circuit - als Nat
- 2015 Swansong - als Karen Prince
- 2015 Brooklyn - als Georgina
- 2014 Noble - als zuster Laura
- 2013 The Psychopath Next Door - als Marianne Moran
- 2013 Life's a Breeze - als Margaret
- 2012 Day of the Flowers - als Rosa
- 2010 The Rendezvous - als Jackie
- 2009 Wake Wood - als Louise
- 2008 The Children - als Elaine
- 2008 Reverb - als Maddy
- 2008 The Daisy Chain - als Cat
- 2007 Save Angel Hope - als Renee Frye
- 2007 Nightwatching - als Saskia
- 2006 Nightwatching - als Caroline
- 2005 Imagine Me & You - als Edie
- 2005 Breakfast on Pluto - als Eily Bergin
- 2005 The Baby War - als Megan
- 2004 Ae Fond Kiss... - als Roisin Hanlon
- 2004 Timbuktu - als Isobel
- 2003 Mystics - als Samantha
- 2002 Sunday - als Maura Young
- 2000 Saltwater - als Deborah McCeever
- 2000 Borstal Boy - als Liz Joyce
- 1999 Making Ends Meet - als Kathy
- 1998 The American - als Noemie Nioche
- 1998 Miracle at Midnight - als Karin
- 1997 All Souls' Day - als Nicole

### Televisieseries
Uitgezonderd eenmalige gastrollen.
- 2022-2024 Bad Sisters - als Ursula Flynn - 18 afl.
- 2015-2022 The Last Kingdom - als Hild - 17 afl.
- 2021 Fate: The Winx Saga - als Vanessa Peters - 3 afl.
- 2018 The Bisexual - als Laura - 5 afl.
- 2014 Amber - als Sarah Bailey - 4 afl.
- 2012 Case Sensitive - als Ruth Blacksmith - 2 afl.
- 2010-2011 Strike Back - als kapitein Kate Marshall - 7 afl.
- 2011 Waking the Dead - als Sarah Cavendish - 10 afl.
- 2010 Five Daughters - als Annette Nicholls - 3 afl.
- 2008 The Last Enemy - als Eleanor Brooke - 5 afl.
- 2006 The State Within - als Jane Lavery - 6 afl.
- 2003 Trust - als Maria Acklam - 6 afl.
- 2001 In Deep - als Tina Shaw - 2 afl.
- 1999 DDU - als Mary Kelly - 2 afl.

- Bibliothèque nationale de France: cb14632627j (data)
- Gemeinsame Normdatei: 1061553132
- International Standard Name Identifier: 0000 0000 7844 8535
- Library of Congress Control Number: no2008019894
- Nationale Bibliotheek van Tsjechië: xx0153210
- Nationale Bibliotheek van Israël: 987007315284805171
- Nederlandse Thesaurus van Auteursnamen: 298329808
- Système universitaire de documentation: 085557927
- Virtual International Authority File: 71649904
- WorldCat: E39PBJxGRJHX4xddCyRXRTB773